# Chiesa della Beata Maria Vergine Assunta (Ciciliano)
La chiesa di Beata Maria Vergine Assunta è la parrocchiale di Ciciliano, in città metropolitana di Roma Capitale e diocesi di Tivoli; fa parte della quarta vicaria

## Storia
Già nel 1052 il borgo di Ciciliano risultava pertinenza dell'abbazia di Santa Scolastica di Subiaco, come si apprende da una lapide fatta realizzare dall'abate Umberto.
La prima chiesa parrocchiale era la chiesa di S. Erasmo, chiesa baronale, fondata dai benedettini dell'abbazia di Subiaco ai quali si deve la nascita del paese tra XI e XII secolo. Fu sconsacrata nel 1605 e riutilizzata prima come granaio e poi come “stallone”. La chiesa di San Erasmo è tuttora visibile a fianco della torre circolare del castello.
Nel 1795 iniziò la ricostruzione della chiesa; i lavori vennero poi portati a compimento presumibilmente nel 1818.
Fu eretta in dimensioni maggiori ed in posizione più avanzata ed elevata rispetto alla precedente parrocchiale di Santa Maria, risalente al XIV secolo, di cui Bonohomine de Monte era presbitero nel 1357.
Il sito della precedente chiesa di S. Maria è identificabile nel sottostante edificio con archetti gotici in via Marconi (detta localmente “la selciata”). 
Per la costruzione della nuova parrocchiale occorsero diversi anni: fu necessario un notevole impegno finanziario e molto lavoro volontario da parte della popolazione che intendeva così realizzare una propria chiesa in concorrenza con quella della Madonna della Palla, progettata ed edificata nel 1759, al centro della Piazza, dal marchese architetto Gerolamo Theodoli il quale ne aveva ottenuto il patronato perpetuo per sé e i suoi eredi.
Nel 1867 papa Pio IX impartì la consacrazione.
I dipinti parietali dell'interno vennero interessati da un lavoro di ripristino e di rimaneggiamento nel 1951.
Nel 1986 la chiesa fu oggetto di un intervento di consolidamento e nel 1994 venne condotto all'adeguamento liturgico secondo le norme postconciliari in occasione del quale si procedette all'aggiunta dell'altare rivolto verso l'assemblea.

## Descrizione

### Esterno
La facciata della chiesa è di stampo neoclassico ed è rivolta a oriente e parzialmente nascosta dalla preesistente mole del granaio Theodoli (sec. XVII). La facciata è suddivisa da una cornice marcapiano in due registri, coronata da un timpano triangolare con sotto l’iscrizione dedicatoria Mariae in coelum Assumptae.
I due registri sono entrambi scanditi da due lesene; quello inferiore presenta centralmente il portale maggiore, sormontato da un timpanetto curvilineo e da una lapide recante la scritta "TEMPLUM HOC/DEIPARAE SIDERIBUS RECEPTAE/DICATUM/ANNO DOMINI MDCCXCV/ AERE COLLECTITIO EXTRUCTUM/MDCCCLXVII/PIO IX PONTIFICE MAX / KAROLO GIGLI EPISCOPO TIBURT./ DECORATUM", e sul lato sinistro un ingresso secondario, mentre quello superiore è caratterizzato da una finestra e coronato dal frontone di forma triangolare.
Annesso alla parrocchiale è il campanile a base quadrata, la cui cella presenta su ogni lato una monofora ed è coronata dal tetto a quattro falde.

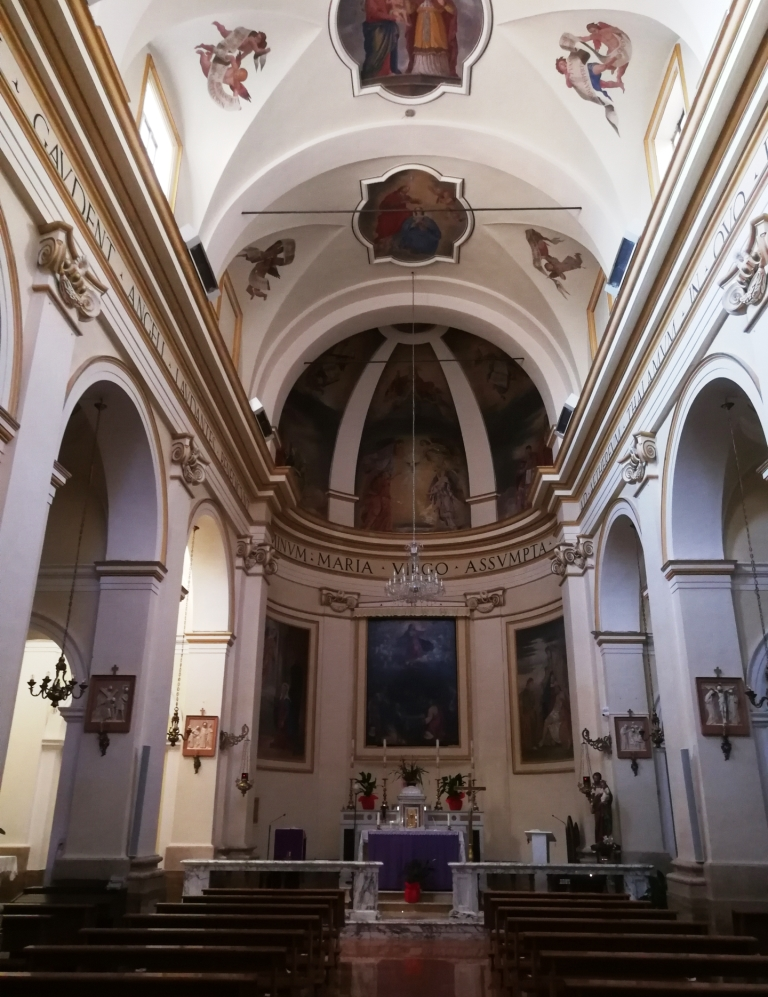
L'interno

### Interno

#### Architettura
L'interno dell'edificio si compone di tre navate, separate da pilastri quadrangolari sorreggenti degli archi a tutto sesto e abbelliti da lesene con capitelli ionici sopra i quali corre la cornice modanata e aggettante su cui si impostano le volte a botte; al termine dell'aula si sviluppa il presbiterio, rialzato di alcuni gradini, ospitante l'altare maggiore e chiuso dall'abside.

#### Pala d'altare
La pala d’altare, Assunzione della Vergine, con donatore, è un grande dipinto ad olio su tela della fine del ‘500, pregevole opera di Giovanni Battista Ricci detto il Novara, celebre pittore tardomanierista a lungo attivo a Roma. Molte sue opere, soprattutto affreschi, sono oggi visibili nelle più importanti chiese di Roma. In particolare, una tela dell'Assunta a lui attribuita molto simile a quella di Ciciliano è conservata nella chiesa di San Lorenzo in Miranda (Tempio di Antonino e Faustina) al Foro Romano. Nel mezzo della composizione è il sarcofago, scoperchiato e vuoto, circondato dagli apostoli. In alto, circondata da angeli, la Vergine sale al cielo. In basso a sinistra l’intensità dello sguardo del giovane donatore, di cui è raffigurato il volto, introduce lo spettatore all’interno del dipinto.

#### Affreschi
Gli affreschi della volta e dell’abside furono inizialmente realizzati nel 1867 (come ricorda l’epigrafe in facciata) dal mediocre pittore Ceruti ma furono completamente ridipinti nel 1951, in occasione del restauro della chiesa per celebrare l'Anno Santo 1950, dal pittore e maestro restauratore presso i Musei Vaticani Igino Cupelloni (Roma, 1918-2008) che eseguì anche le tele di Sant’Antonio abate, San Giovanni Battista e del Sacro Cuore nella navata destra. Nei primi anni ’90 del secolo scorso lo stesso Cupelloni effettuò alcuni restauri alle sue opere. Gli ultimi interventi nella chiesa che hanno ripristinato la coloritura originale dell’interno sono del 1999.

#### Fonte battesimale, acquasantiera e paliotto
Nella chiesa di notevole pregio storico-artistico sono il fonte battesimale e una coeva acquasantiera in marmo rosa, entrambi del XVI secolo, provenienti dalla precedente parrocchiale. 
Del XVII secolo è il paliotto d’altare incorniciato di serpentino con fondo alabastro; nel centro è un tondo di marmo nero in cui è intarsiata una croce raggiata in marmo giallo, proveniente probabilmente da una chiesa romana.

## Organo

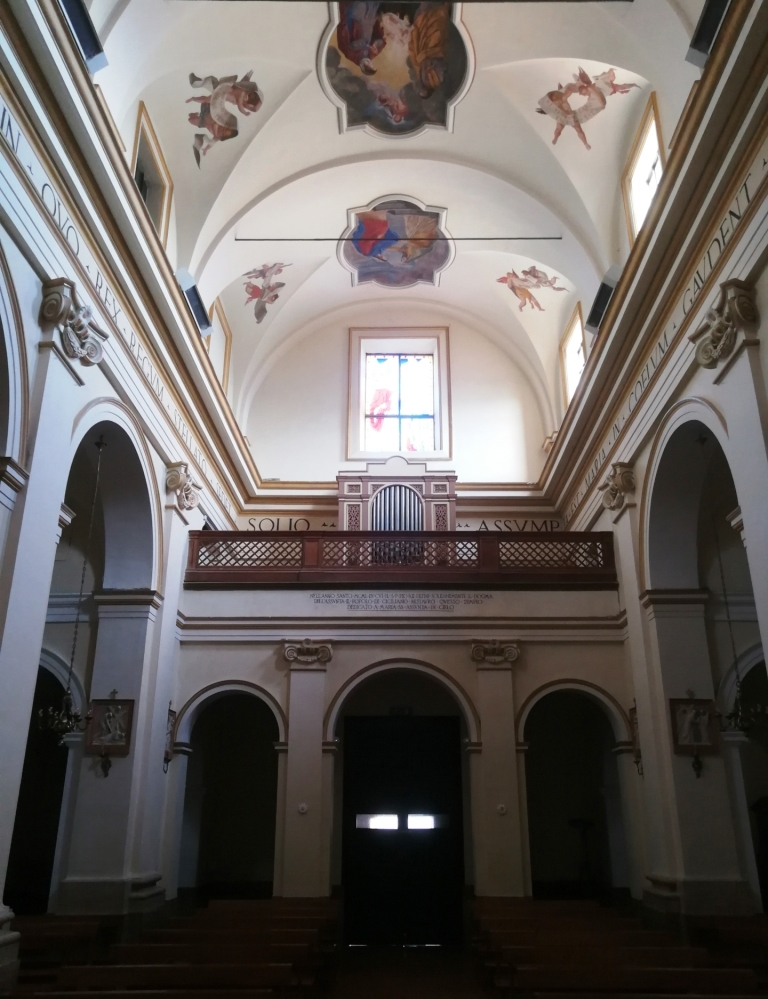
Organo di Inzoli Pacifico e Figli nella chiesa parrocchiale di Ciciliano

L'organo della chiesa è stato costruito da Inzoli Cav. Pacifico e Figli. L'organo venne trasferito nel 1940 dalla Chiesa di Samt'Agnese in Agone a Piazza Navona a Roma. L’inaugurazione a Ciciliano fu il 6 maggio 1940 come riportata nella targa a sinistra della consolle dell'organo.